# Leptogenys foveopunctata
Leptogenys foveopunctata é uma espécie de formiga do gênero Leptogenys, pertencente à subfamília Ponerinae.